# Neodiosmina
La neodiosmina è un flavone glicoside, un tipo di flavonoide. Il suo aglicone è la diosmetina e la parte zuccherina (glicone) è costituita dal neoesperidosio.